# Llista d'asteroides/190001-190100
| Nom      | Designació provisional | Data de descobriment   | Lloc de descobriment | Descobridor/s     |
| -------- | ---------------------- | ---------------------- | -------------------- | ----------------- |
| 190001 - | 2004 HL45              | 21 d'abril de 2004     | Socorro              | LINEAR            |
| 190002 - | 2004 JP14              | 9 de maig de 2004      | Kitt Peak            | Spacewatch        |
| 190003 - | 2004 JR26              | 15 de maig de 2004     | Socorro              | LINEAR            |
| 190004 - | 2004 KM6               | 18 de maig de 2004     | Socorro              | LINEAR            |
| 190005 - | 2004 KQ17              | 19 de maig de 2004     | Kitt Peak            | Spacewatch        |
| 190006 - | 2004 LL11              | 11 de juny de 2004     | Palomar              | NEAT              |
| 190007 - | 2004 LM13              | 11 de juny de 2004     | Socorro              | LINEAR            |
| 190008 - | 2004 LT13              | 11 de juny de 2004     | Socorro              | LINEAR            |
| 190009 - | 2004 LV18              | 11 de juny de 2004     | Socorro              | LINEAR            |
| 190010 - | 2004 MM7               | 27 de juny de 2004     | Reedy Creek          | J. Broughton      |
| 190011 - | 2004 NR1               | 9 de juliol de 2004    | Socorro              | LINEAR            |
| 190012 - | 2004 NV4               | 9 de juliol de 2004    | Palomar              | NEAT              |
| 190013 - | 2004 NW12              | 11 de juliol de 2004   | Socorro              | LINEAR            |
| 190014 - | 2004 NH22              | 11 de juliol de 2004   | Socorro              | LINEAR            |
| 190015 - | 2004 NA27              | 11 de juliol de 2004   | Socorro              | LINEAR            |
| 190016 - | 2004 OT9               | 20 de juliol de 2004   | Reedy Creek          | J. Broughton      |
| 190017 - | 2004 PY15              | 7 d'agost de 2004      | Palomar              | NEAT              |
| 190018 - | 2004 PU16              | 7 d'agost de 2004      | Campo Imperatore     | CINEOS            |
| 190019 - | 2004 PW35              | 8 d'agost de 2004      | Anderson Mesa        | LONEOS            |
| 190020 - | 2004 PY55              | 8 d'agost de 2004      | Anderson Mesa        | LONEOS            |
| 190021 - | 2004 PZ55              | 8 d'agost de 2004      | Anderson Mesa        | LONEOS            |
| 190022 - | 2004 PX58              | 9 d'agost de 2004      | Socorro              | LINEAR            |
| 190023 - | 2004 PP83              | 10 d'agost de 2004     | Socorro              | LINEAR            |
| 190024 - | 2004 PB102             | 11 d'agost de 2004     | Palomar              | NEAT              |
| 190025 - | 2004 PO103             | 12 d'agost de 2004     | Socorro              | LINEAR            |
| 190026 - | 2004 QJ                | 16 d'agost de 2004     | Andrushivka          | Andrushivka       |
| 190027 - | 2004 QB13              | 21 d'agost de 2004     | Siding Spring        | SSS               |
| 190028 - | 2004 QG14              | 19 d'agost de 2004     | Socorro              | LINEAR            |
| 190029 - | 2004 QE17              | 25 d'agost de 2004     | Socorro              | LINEAR            |
| 190030 - | 2004 RC1               | 3 de setembre de 2004  | Palomar              | NEAT              |
| 190031 - | 2004 RW17              | 7 de setembre de 2004  | Kitt Peak            | Spacewatch        |
| 190032 - | 2004 RG41              | 7 de setembre de 2004  | Kitt Peak            | Spacewatch        |
| 190033 - | 2004 RM54              | 8 de setembre de 2004  | Socorro              | LINEAR            |
| 190034 - | 2004 RZ61              | 8 de setembre de 2004  | Socorro              | LINEAR            |
| 190035 - | 2004 RY63              | 8 de setembre de 2004  | Socorro              | LINEAR            |
| 190036 - | 2004 RM75              | 8 de setembre de 2004  | Socorro              | LINEAR            |
| 190037 - | 2004 RF78              | 8 de setembre de 2004  | Socorro              | LINEAR            |
| 190038 - | 2004 RK88              | 7 de setembre de 2004  | Palomar              | NEAT              |
| 190039 - | 2004 RR88              | 8 de setembre de 2004  | Socorro              | LINEAR            |
| 190040 - | 2004 RY103             | 8 de setembre de 2004  | Palomar              | NEAT              |
| 190041 - | 2004 RO106             | 8 de setembre de 2004  | Palomar              | NEAT              |
| 190042 - | 2004 RW112             | 6 de setembre de 2004  | Socorro              | LINEAR            |
| 190043 - | 2004 RY112             | 6 de setembre de 2004  | Socorro              | LINEAR            |
| 190044 - | 2004 RB113             | 6 de setembre de 2004  | Socorro              | LINEAR            |
| 190045 - | 2004 RC124             | 7 de setembre de 2004  | Palomar              | NEAT              |
| 190046 - | 2004 RZ150             | 9 de setembre de 2004  | Socorro              | LINEAR            |
| 190047 - | 2004 RH152             | 10 de setembre de 2004 | Socorro              | LINEAR            |
| 190048 - | 2004 RU159             | 10 de setembre de 2004 | Socorro              | LINEAR            |
| 190049 - | 2004 RJ168             | 8 de setembre de 2004  | Socorro              | LINEAR            |
| 190050 - | 2004 RF171             | 9 de setembre de 2004  | Socorro              | LINEAR            |
| 190051 - | 2004 RL174             | 10 de setembre de 2004 | Socorro              | LINEAR            |
| 190052 - | 2004 RP181             | 10 de setembre de 2004 | Socorro              | LINEAR            |
| 190053 - | 2004 RH182             | 10 de setembre de 2004 | Socorro              | LINEAR            |
| 190054 - | 2004 RO200             | 10 de setembre de 2004 | Socorro              | LINEAR            |
| 190055 - | 2004 RK220             | 11 de setembre de 2004 | Socorro              | LINEAR            |
| 190056 - | 2004 RQ249             | 13 de setembre de 2004 | Kitt Peak            | Spacewatch        |
| 190057 - | 2004 RR252             | 14 de setembre de 2004 | Nakagawa             | H. Hori, H. Maeno |
| 190058 - | 2004 RS257             | 9 de setembre de 2004  | Anderson Mesa        | LONEOS            |
| 190059 - | 2004 RW306             | 12 de setembre de 2004 | Socorro              | LINEAR            |
| 190060 - | 2004 RA307             | 12 de setembre de 2004 | Socorro              | LINEAR            |
| 190061 - | 2004 RP314             | 15 de setembre de 2004 | Kitt Peak            | Spacewatch        |
| 190062 - | 2004 RZ315             | 9 de setembre de 2004  | Socorro              | LINEAR            |
| 190063 - | 2004 RS318             | 12 de setembre de 2004 | Kitt Peak            | Spacewatch        |
| 190064 - | 2004 RU320             | 13 de setembre de 2004 | Socorro              | LINEAR            |
| 190065 - | 2004 RY320             | 13 de setembre de 2004 | Socorro              | LINEAR            |
| 190066 - | 2004 RV322             | 13 de setembre de 2004 | Socorro              | LINEAR            |
| 190067 - | 2004 RX327             | 14 de setembre de 2004 | Socorro              | LINEAR            |
| 190068 - | 2004 RR332             | 14 de setembre de 2004 | Palomar              | NEAT              |
| 190069 - | 2004 RU332             | 14 de setembre de 2004 | Palomar              | NEAT              |
| 190070 - | 2004 RL346             | 9 de setembre de 2004  | Socorro              | LINEAR            |
| 190071 - | 2004 SU16              | 17 de setembre de 2004 | Anderson Mesa        | LONEOS            |
| 190072 - | 2004 SW22              | 17 de setembre de 2004 | Kitt Peak            | Spacewatch        |
| 190073 - | 2004 SY44              | 18 de setembre de 2004 | Socorro              | LINEAR            |
| 190074 - | 2004 SO45              | 18 de setembre de 2004 | Socorro              | LINEAR            |
| 190075 - | 2004 SP56              | 16 de setembre de 2004 | Anderson Mesa        | LONEOS            |
| 190076 - | 2004 SK58              | 16 de setembre de 2004 | Anderson Mesa        | LONEOS            |
| 190077 - | 2004 TL11              | 4 d'octubre de 2004    | Goodricke-Pigott     | R. A. Tucker      |
| 190078 - | 2004 TL17              | 10 d'octubre de 2004   | Socorro              | LINEAR            |
| 190079 - | 2004 TL21              | 3 d'octubre de 2004    | Palomar              | NEAT              |
| 190080 - | 2004 TD38              | 4 d'octubre de 2004    | Kitt Peak            | Spacewatch        |
| 190081 - | 2004 TB50              | 4 d'octubre de 2004    | Kitt Peak            | Spacewatch        |
| 190082 - | 2004 TP51              | 4 d'octubre de 2004    | Kitt Peak            | Spacewatch        |
| 190083 - | 2004 TB79              | 4 d'octubre de 2004    | Anderson Mesa        | LONEOS            |
| 190084 - | 2004 TO83              | 5 d'octubre de 2004    | Kitt Peak            | Spacewatch        |
| 190085 - | 2004 TQ110             | 7 d'octubre de 2004    | Socorro              | LINEAR            |
| 190086 - | 2004 TW112             | 7 d'octubre de 2004    | Palomar              | NEAT              |
| 190087 - | 2004 TR132             | 7 d'octubre de 2004    | Socorro              | LINEAR            |
| 190088 - | 2004 TU133             | 7 d'octubre de 2004    | Palomar              | NEAT              |
| 190089 - | 2004 TM135             | 8 d'octubre de 2004    | Anderson Mesa        | LONEOS            |
| 190090 - | 2004 TN135             | 8 d'octubre de 2004    | Anderson Mesa        | LONEOS            |
| 190091 - | 2004 TU135             | 8 d'octubre de 2004    | Anderson Mesa        | LONEOS            |
| 190092 - | 2004 TO143             | 4 d'octubre de 2004    | Kitt Peak            | Spacewatch        |
| 190093 - | 2004 TH148             | 6 d'octubre de 2004    | Kitt Peak            | Spacewatch        |
| 190094 - | 2004 TL161             | 6 d'octubre de 2004    | Kitt Peak            | Spacewatch        |
| 190095 - | 2004 TR172             | 8 d'octubre de 2004    | Socorro              | LINEAR            |
| 190096 - | 2004 TY192             | 7 d'octubre de 2004    | Kitt Peak            | Spacewatch        |
| 190097 - | 2004 TY221             | 7 d'octubre de 2004    | Socorro              | LINEAR            |
| 190098 - | 2004 TF227             | 8 d'octubre de 2004    | Kitt Peak            | Spacewatch        |
| 190099 - | 2004 TA241             | 10 d'octubre de 2004   | Socorro              | LINEAR            |
| 190100 - | 2004 TS260             | 9 d'octubre de 2004    | Kitt Peak            | Spacewatch        |